# Летшолатебе, Ндияпо
Ндияпо Летшолатебе (англ. Ndiapo Letsholathebe; 25 февраля 1983, Франсистаун) — ботсванский футболист, защитник. Бывший футболист сборной Ботсваны.

## Карьера

### Клубная карьера
Ндияпо начал профессиональную карьеру в 2003 году в клубе «Полис XI». В этой команде защитник выступал на протяжении 10 лет, а в 2006 году стал чемпионом Ботсваны.
Летом 2012 года Летшолатебе перешёл в «Ботсвана Дифенс Форс XI».

### Карьера в сборной
Ндияпо дебютировал в составе сборной Ботсваны в 2003 году. Защитник участвовал в отборочных матчах к чемпионатам мира 2006, 2010, 2014.
9 января 2012 года Летшолатебе был включён в состав сборной для участия в Кубке африканских наций 2012. На турнире Ндияпо принял участие во всех трёх матчах своей команды.